# 蔡璣
蔡璣（1889年—1967年）又名實魁，字友璇，號斗垣，青陽衍派蔡氏，祖籍晉江塘東，蔡德芳之孫，蔡穀元(乃心)之子，娶泉州上峯大江之女張氏，共育五子六女。晉江縣庠生、光緒已酉科拔元，吳淞中國公學政治經濟專科學生，歷任廈門集美學校代理校長、校董，菲律賓華僑中學、華僑師範專科學校教授，終身從事教育事業，著名的古漢語學家、教育家。著有《史诗》《文字渊源参考 （页面存档备份，存于）》